# Lee Perry
Lee „Scratch“ Perry (20. března 1936 Kendal – 29. srpna 2021) byl jamajský zpěvák a hudební producent. Svou kariéru zahájil koncem padesátých let. V šedesátých letech vystupoval se skupinou The Upsetters. V roce 1968 založil hudební vydavatelství Upsetter Records. Během své kariéry vydal několik desítek alb. Spolupracoval s mnoha hudebníky, mezi něž patří například Mad Professor, Adrian Sherwood, Bill Laswell nebo anglické duo The Orb. Svůj hlas také propůjčil diskžokejovi v počítačové hře Grand Theft Auto V.